# Liste der Wappen im Kreis Herford
Diese Liste beinhaltet alle in der Wikipedia gelisteten Wappen des Kreises Herford in Nordrhein-Westfalen, inklusive historischer Wappen. Alle Städte, Gemeinden und Kreise in Nordrhein-Westfalen führen ein Wappen. Sie sind über die Navigationsleiste am Ende der Seite erreichbar.

## Kreis Herford
| Lage          | Wappen | Kommentare |
| ------------- | ------ | --- |
| Kreis Herford |        | „Das Wappen zeigt ein schwarzes, springendes Ross (schwarzer Hengst mit geschwungenem Schweif) in silbernem Feld.“ |

## Wappen der Städte und Gemeinden
| Stadt oder Gemeinde   | Wappen | Kommentare |
| --------------------- | ------ | --- |
| Stadt Bünde           |        | Genehmigt durch den RP Detmold am 28. April 1972: „Wappenbeschreibung: In Rot auf grünem Boden zwei silberne (weiße), einander zugekehrte Gewappnete, die sich die Hände reichen.“ |
| Stadt Enger           |        | Genehmigt durch den RP Detmold am 14. April 1970: „Das Stadtwappen zeigt im goldenen gelben Feld, aus einem blauen Wellenfluss wachsend, drei gestielte blaue Seerosenblätter.“ |
| Kreisstadt Herford    |        | „Das Wappen der Stadt Herford besteht aus einem offenen Tore mit anstoßenden Flügelgebäuden. Über dem Tore erhebt sich ein gotisch gewölbtes Dach mit einem Kreuz gekrönt. Auf den Dächern der Nebengebäude erscheint je eine flatternde Fahne, bis zur Mitte in drei Wimpel aufgeschlitzt, in der Toröffnung ein Schlüssel. Die Farben der Fahne zur linken Seite sind rot und weiß. Die Fahne auf der rechten Seite weist die Farbe schwarz und weiß auf.“ |
| Gemeinde Hiddenhausen |        | Genehmigt durch den RP Detmold am 17. Juli 1973: „Wappenbeschreibung: In blau, über einem silbernen (weißen) gewellten Schildfuß wachsend, ein goldener (gelber) Greif, im linken Fang einen silbernen (weißen) Schild mit einem blauen, sechsspeichigen Schaufelrad.“ |
| Gemeinde Kirchlengern |        | Genehmigt durch den RP Detmold am 15. Februar 1972: „[…] ein Schild von Rot und Silber geteilt; oben drei aus einem Stiel hervorwachsende Eicheln, unten ein roter Balken.“ |
| Stadt Löhne           |        | Genehmigt durch den RP Detmold am 14. Januar 1970: „Beschreibung des Wappens: In Grün ein silberner (weißer), mit 3 roten Seeblättern belegter schräglinker Wellenbalken.“ |
| Gemeinde Rödinghausen |        | Genehmigt durch den RP Detmold am 9. Dezember 1976: „Beschreibung des Wappens: In Silber (weiß) unter zwei roten Sparren ein roter Zinnenturm mit schwarzer Tür auf einem grünen Dreiberg.“ |
| Stadt Spenge          |        | Genehmigt durch den RP Detmold am 25. Oktober 1972: „Wappenbeschreibung: In Silber (Weiß) drei rote Sparren, darauf eine goldene (gelbe) runde Spange, deren Nadel nach unten zeigt.“ |
| Stadt Vlotho          |        | Genehmigt durch den RP Detmold am 30. November 1970: „Wappenbeschreibung: Von Silber (Weiß) und Rot wellenförmig geteilt: oben freischwebend drei rote Sparren, unten auf grünem Boden zwei grüne, nach außen gebogene Lilien mit silbernen (weißen) Blüten.“ |

## Nicht mehr in Gebrauch befindliche Wappen

Kreiswappen bis April 1946: "Ein schwarzes, springendes Ross (schwarzer Hengst mit geschwungenem Schweif) in silbernem Feld. Im linken oberen Eck ein schwarzes Keulenkreuz" (Lauburu).

## Wappen ehemaliger Ämter

Amt Ennigloh

## Wappen ehemaliger Städte und Gemeinden

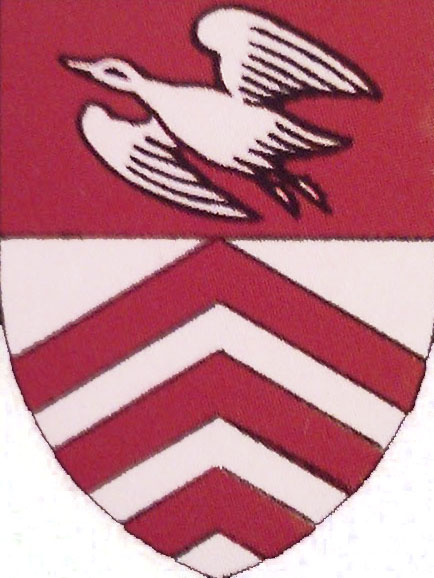
Altgemeinde Ahle
Altgemeinde Bieren
Altgemeinde Bünde
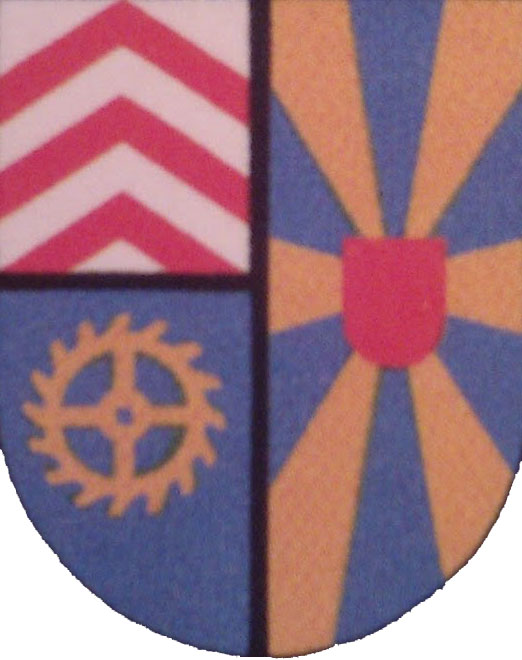
Altgemeinde Bustedt
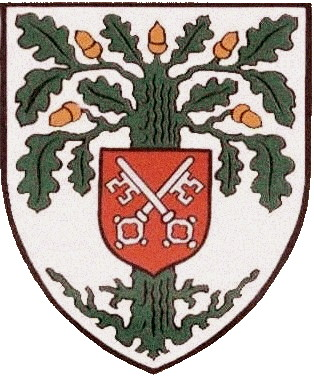
Altgemeinde Dünne
Altgemeinde Eilshausen
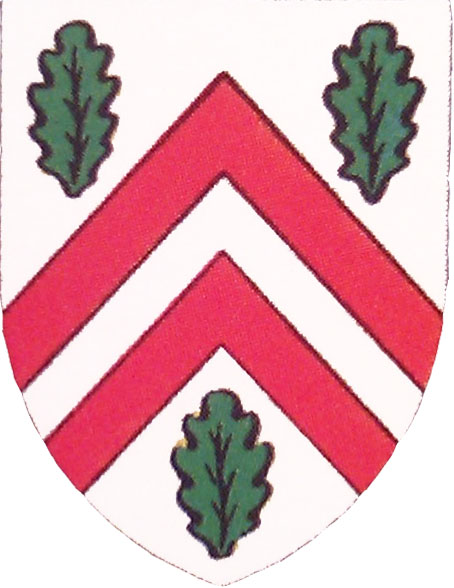
Altgemeinde Ennigloh
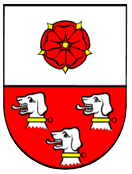
Altgemeinde Häver
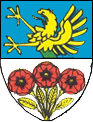
Altgemeinde Holsen
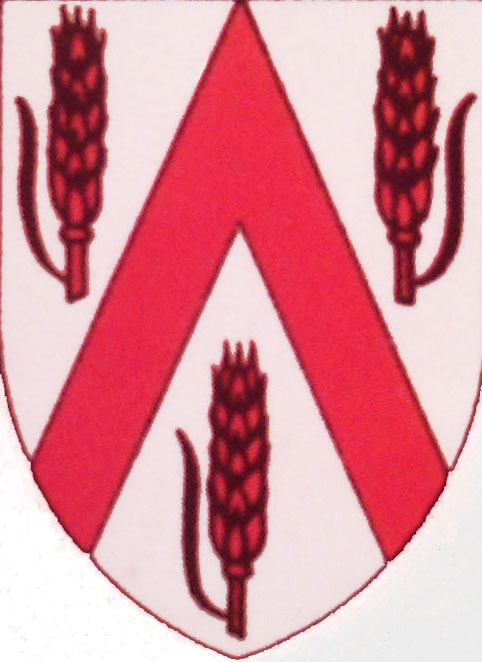
Altgemeinde Hüffen
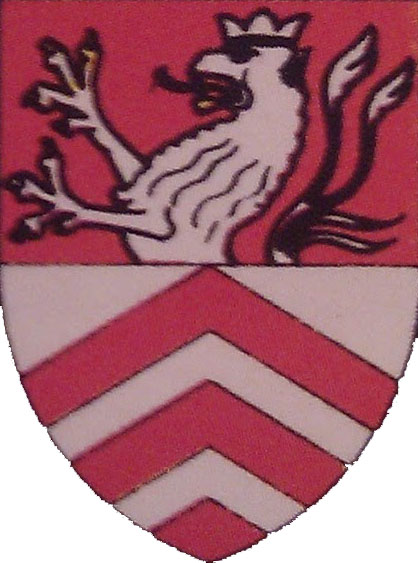
Altgemeinde Hunnebrock
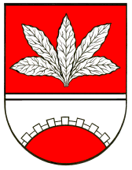
Altgemeinde Kirchlengern
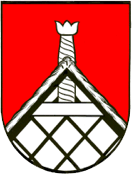
Altgemeinde Klosterbauerschaft
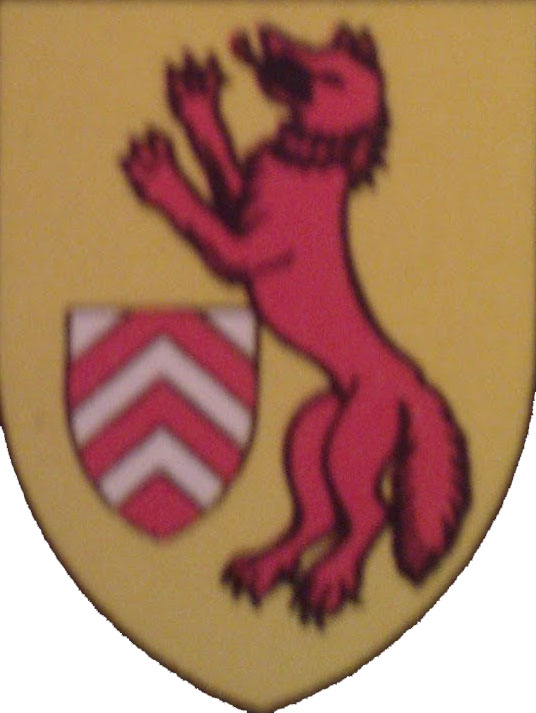
Altgemeinde Muckum
Altgemeinde Ostkilver
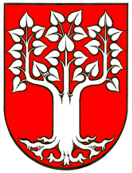
Altgemeinde Quernheim
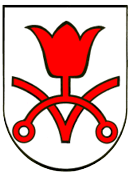
Altgemeinde Rehmerloh
Altgemeinde Schwenningdorf
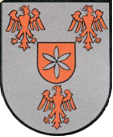
Altgemeinde Spradow
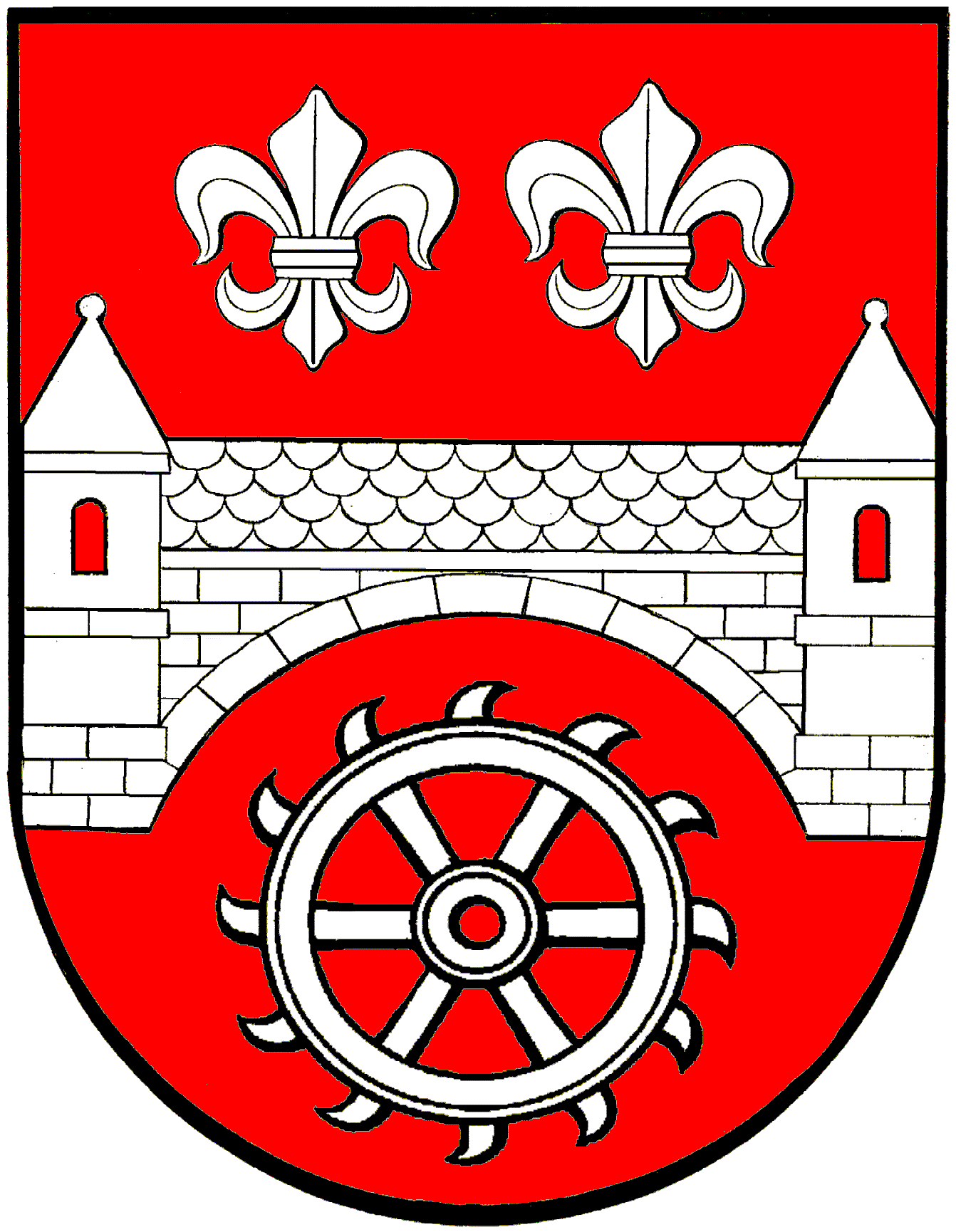
Altgemeinde Stift Quernheim
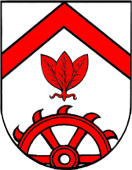
Altgemeinde Südlengern
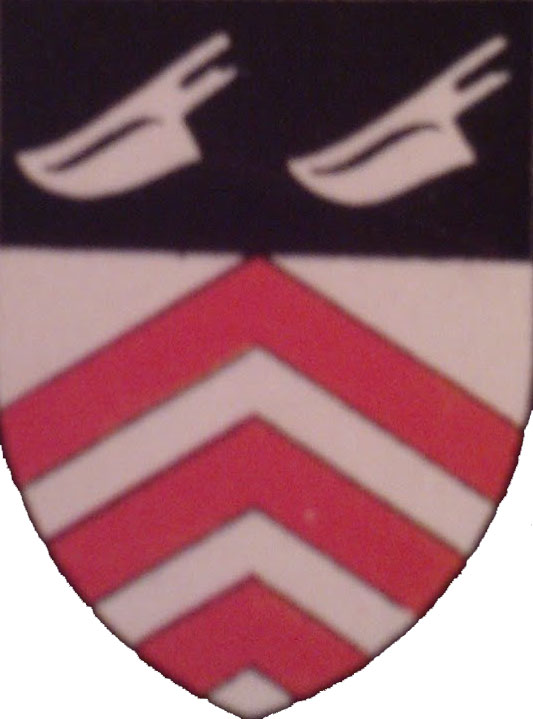
Altgemeinde Werfen
Altgemeinde Westkilver